# Madis Müller
Madis Müller (Tallin, URSS, 20 de enero de 1977) es un economista estonio, gobernador de Banco de Estonia.

## Educación
De 1984 a 1995, Madis Müller estudió en Tallinn Secondary School No 54, de 1993 a 1995 en Mainor School of Economics y en 1995-1999 en Estonian Business School, donde obtuvo una licenciatura en Negocios Internacionales, Banca y Finanzas. De 2000 a 2002, estudió en el CFA Institute, donde obtuvo su licencia de Chartered Financial Analyst. De 2004 a 2006, Müller estudió en la Universidad George Washington en Estados Unidos, donde obtuvo un posgrado en Finanzas.

## Carrera
De 1998 a 1999, Müller trabajó como consultor financiero en la sucursal de PricewaterhouseCoopers en Tallin. En 1999–2002 fue asesor económico del Ministro de Hacienda de Estonia y en 2002–2003 del Primer Ministro Siim Kallas. De 2003 a 2006, trabajó como asesor del Director Gerente de la sucursal nórdica y báltica del Banco Mundial. De 2006 a 2011 fue Jefe de Cartera de Renta Variable en International Financial Corporation y en 2011 se convirtió en Vicepresidente del Banco de Estonia.
Müller es miembro del Consejo de Supervisión del Banco Central Europeo, miembro del Consejo del Fondo de Garantía, miembro del Consejo de la Autoridad de Supervisión Financiera y representa al Banco de Estonia en foros internacionales.

### Gobernador del Banco de Estonia
Desde el 7 de junio de 2019, es gobernador del Banco de Estonia.
Como gobernador, Müller es miembro del Comité Ejecutivo del Banco Central Europeo y por lo tanto participa en la fijación de la política monetaria de la zona euro. Es el máximo responsable de la gestión del banco central y de revisar y supervisar el sistema de dirección del banco. También es responsable de guiar las relaciones públicas e internacionales, enmarcarlo dentro del entorno regulatorio, gestionar los recursos humanos y liderar la organización, así como sus servicios administrativos internos.

## Personal
Madis Müller está casado y tiene dos hijos.